# Мирный (сельское поселение)
Мирный или муниципальное образование «Мирный»  — муниципальное образование  со статусом сельского поселения в Коношском муниципальном районе Архангельской области. 
Соответствует административно-территориальным единицам в Коношском районе — Вадьинскому сельсовету (с центром в деревне Топоровская),  Глубоковскому сельсовету  (с центром в посёлке Сосновка) и посёлку Мирный в подчинении рп Коноша.
Административный центр — посёлок Мирный.

## География
Сельское поселение Мирный находится к северо-западу от Коношского городского поселения. К северу находится Волошское сельское поселение, к западу — Климовское сельское поселение. В северо-западной части сельского поселения Мирный проходит граница между Коношским районом и Каргопольским округом Архангельской области.

## История
Муниципальное образование было образовано в 2006 году.

## Население
| 2010 | 2011 | 2012 | 2013 | 2014 | 2015 | 2016 | 2017 | 2018 |
| ---- | ---- | ---- | ---- | ---- | ---- | ---- | ---- | ---- |
| 878  | ↘873 | ↘807 | ↘702 | ↘587 | ↘539 | ↘533 | ↘522 | ↘497 |
| 2019 | 2020 | 2021 | 2023 |      |      |      |      |      |
| ↘454 | ↘412 | ↗516 | ↘481 |      |      |      |      |      |

## Состав сельского поселения
В состав сельского поселения входят:
- Аладьинская
- Борисовская
- Головинская
- Дальняя Зеленая
- Дор
- Дуроевская
- Ершовская
- Куракинская
- Мирный
- Павловская
- Сосновка
- Топоровская
- Фатуново
- Филинская

### Карты
- Поселение «Мирный» на карте Wikimapia
- [web.archive.org/web/20070627084134/mapp37.narod.ru/map1/index117.html Топографическая карта P-37-117,118_ Коноша]